# Maria do Céu Monteiro
Maria do Céu Silva Monteiro é uma jurista e magistrada guineense.
Em janeiro de 2004, Monteiro foi eleita presidente do Supremo Tribunal de Justiça da Guiné-Bissau, sendo reeleita em 2008 e permanecendo no cargo até dezembro de 2012.
Em junho de 2014, Monteiro foi empossada no cargo de presidente do Tribunal da Justiça da Comunidade Económica dos Países da África Ocidental (CEDEAO).